# متلازمة سانكت
الصداع الشبيه بالألم العصبي وحيد الجانب قصير الأمد المصحوب باحتقان وتمزق الملتحمة أو ما يُعرف بمتلازمة سانكت SUNCT، هو اضطراب صداع نادر ينتمي إلى نوع من الصداع يسمى الصداع ثلاثي التوائم الذاتي (TACs). تشمل الأعراض صداع مؤلم بشكل حارق أو بشكل طعنات أو بشكل صعق كهربائي. يحدث بشكل رئيسي بالقرب من العين، وأحادي الجانب عادة. تترافق نوبات الصداع عادة بعلامات ذاتية في الرأس تنفرد بها هذه المتلازمة. قد تستمر نوبات الصداع من خمس ثوانٍ حتى ست دقائق وقد تتكرر حتى 200 مرة يوميًا.
يحدث الصداع ثلاثي التوائم الذاتي بسبب تنشيط الجهاز العصبي الذاتي للعصب ثلاثي التوائم في الوجه.
اعتبارًا من عام 2015، وُصفت حوالي 50 حالة في الأدبيات الطبية. يبدأ ظهور الأعراض عادةً في وقت متأخر من الحياة، بمتوسط عمر يبلغ حوالي 50 عامًا. على الرغم من أن غالبية المرضى هم من الرجال فوق سن الخمسين، لكن يمكن مصادفة مرضى متلازمة سانكت بأعمار أخرى، مثل الأطفال والرضع.

## العلامات والأعراض
غالبًا ما يصف الأشخاص المصابون بالمتلازمة نوبات الصداع على أنها ألم مبرح. الهجمات شديدة بما يكفي لتعطيل الأنشطة اليومية، لكن العلاج في المستشفى ليس ضروريًا لمعظم المرضى.

### المدة والتكرار
متوسط عدد الهجمات في اليوم حوالي 60 هجومًا، تتراوح من 3 إلى 200 مرة.
يمكن تقسيم الهجمات إلى ثلاث مجموعات: هجمات فردية، ومجموعات من الهجمات، وهجمات بنمط سن المنشار، من الأقصر إلى الأطول مدة على التوالي. تستمر الهجمات عادة من خمس ثوان إلى 240 ثانية. الهجمات الأطول أكثر إيلامًا عادة بسبب الآثار النفسية، وغالبًا ما يشعر المرضى بالغضب قبل النوبة وخلالها. تحدث النوبات غالبًا في المنطقة الحجاجية أو فوق الحجاجية أو الصدغية، ولكن قد تحدث أيضًا في منطقة خلف العين (خلف الحجاج)، وفي جانب، وأعلى، والجزء الخلفي من الرأس، والمناطق التي يعصبها العصب مثلث التوائم، والأسنان، والرقبة، والأذن.

### الأعراض الذاتية القحفية المرافقة لنوبات الصداع
تترافق المتلازمة غالبًا مع أعراض قحفية ذاتية، بما في ذلك الدُماع، وتدلي الجفنين المماثل (تدلي الجفن في نفس جانب النوبات)، ووذمة الجفنين (تورم بسبب تراكم السوائل)، وانسداد الأنف، واحتقان الملتحمة (احمرار العين). تختلف شدة الأعراض الذاتية بحسب القسم الذي يعصبه العصب ثلاثي التوائم. نوبات الصداع العصبي أحادية الجانب قصيرة الأمد ذات السمات الذاتية القحفية (SUNA) هي مجموعة فرعية من الصداع الشبيه بالألم العصبي الوحيد الجانب القصير الأمد المصحوب باحتقان وتمزق الملتحمة (أو متلازمة SUNCT) ويمكن تشخيصها عند ملاحظة عدد أقل من الأعراض الذاتية أثناء الهجمات.